# Calcul de Malliavin
En théorie des probabilités et dans les domaines connexes, le calcul de Malliavin est un ensemble de techniques et de concepts mathématiques qui étendent le domaine mathématique du calcul des variations des fonctions déterministes aux processus stochastiques .

## Aperçu et historique
Le mathématicien français Paul Malliavin a introduit le calcul - appelé maintenant calcul de Malliavin - permettant de fournir une preuve stochastique de l'existence d'une variable aléatoire à densité pour la solution d'une équation différentielle stochastique ; la preuve originale de Lars Hörmander était basée sur la théorie des équations aux dérivées partielles. Son calcul a permis à Malliavin de prouver des bornes de régularité pour la densité de la solution. Le calcul a été appliqué aux équations aux dérivées partielles stochastiques.
Le calcul de Malliavin, aussi appelé calcul stochastique des variations, permet le calcul de dérivées de variables aléatoires. Le calcul permet l'intégration par parties avec des variables aléatoires ; cette opération est utilisée en mathématiques financières pour calculer les sensibilités des produits dérivés. Le calcul a des applications également dans le filtrage stochastique.

## Principe d'invariance
Le principe d'invariance habituel pour l'intégrale de Lebesgue sur la droite réelle tout entière est que, pour tout nombre réel ε et toute fonction intégrable f, on a :
{\displaystyle \int _{-\infty }^{\infty }f(x)\,d\lambda (x)=\int _{-\infty }^{\infty }f(x+\varepsilon )\,d\lambda (x)} et donc {\displaystyle \int _{-\infty }^{\infty }f'(x)\,d\lambda (x)=0.}
On peut en dériver la formule d'intégration par parties car pour f = gh, cela implique :
{\displaystyle 0=\int _{-\infty }^{\infty }f'\,d\lambda =\int _{-\infty }^{\infty }(gh)'\,d\lambda =\int _{-\infty }^{\infty }gh'\,d\lambda +\int _{-\infty }^{\infty }g'h\,d\lambda .}
Une idée similaire peut être appliquée dans l'analyse stochastique pour la différenciation le long d'une direction de Cameron-Martin-Girsanov. En effet, soit {\displaystyle h_{s}} est un processus prévisible de carré intégrable ; on pose :
{\displaystyle \varphi (t)=\int _{0}^{t}h_{s}\,ds}.
Si {\displaystyle X} est un processus de Wiener, le théorème de Girsanov donne alors l'analogue suivant du principe d'invariance :
{\displaystyle E(F(X+\varepsilon \varphi ))=E\left[F(X)\exp \left(\varepsilon \int _{0}^{1}h_{s}\,dX_{s}-{\frac {1}{2}}\varepsilon ^{2}\int _{0}^{1}h_{s}^{2}\,ds\right)\right].}
En différenciant par rapport à ε des deux côtés et en évaluant en ε=0, on obtient la formule d'intégration par parties suivante :
{\displaystyle E(\langle DF(X),\varphi \rangle )=E{\Bigl [}F(X)\int _{0}^{1}h_{s}\,dX_{s}{\Bigr ]}.}
Ici, le membre de gauche est la dérivée de Malliavin de la variable aléatoire {\displaystyle F} dans la direction {\displaystyle \varphi } et l'intégrale apparaissant à droite doit être interprétée comme une intégrale d'Itō. Cette expression reste également vraie (par définition) si {\displaystyle h} n'est pas adapté, à condition que le membre de droite est interprété comme une intégrale de Skorokhod[réf. nécessaire].

## Formule de Clark-Ocone
L'un des résultats les plus utiles du calcul de Malliavin est le théorème de Clark-Ocone, qui permet d'identifier explicitement le processus dans le théorème de représentation de la martingale. Une version simplifiée de ce théorème est la suivante :
Pour {\displaystyle F:C[0,1]\to \mathbb {R} } satisfaisant {\displaystyle E(F(X)^{2})<\infty } qui est Lipschitz et tel que F a un noyau dérivé fort, en ce sens que, pour {\displaystyle \varphi } en C [0,1],
{\displaystyle \lim _{\varepsilon \to 0}(1/\varepsilon )(F(X+\varepsilon \varphi )-F(X))=\int _{0}^{1}F'(X,dt)\varphi (t)\ \mathrm {a.e.} \ X}
on a :
{\displaystyle F(X)=E(F(X))+\int _{0}^{1}H_{t}\,dX_{t}},
où H est la projection prévisible de {\displaystyle F'(X,(t,1])} qui peut être considérée comme la dérivée de la fonction F par rapport à un décalage parallèle approprié du processus X sur la portion ( t ,1] de son domaine. De manière plus concise, on a 
{\displaystyle F(X)=E(F(X))+\int _{0}^{1}E(D_{t}F|{\mathcal {F}}_{t})\,dX_{t}}.
Une grande partie du travail de développement formel du calcul de Malliavin consiste à étendre ce résultat à la plus grande classe possible de fonctionnelles F en remplaçant le noyau dérivé utilisé ci-dessus par la « dérivée de Malliavin » notée {\displaystyle D_{t}} dans l'énoncé ci-dessus du résultat.[réf. nécessaire]

## Intégrale de Skorokhod
L' opérateur intégral de Skorokhod qui est classiquement noté  δ est défini comme l'adjoint de la dérivée de Malliavin ; pour u dans le domaine de l'opérateur qui est un sous-ensemble de {\displaystyle L^{2}([0,\infty )\times \Omega )}, pour F dans le domaine de la dérivée de Malliavin, il doit avoir
{\displaystyle E(\langle DF,u\rangle )=E(F\delta (u)),}
où le produit interne est celui sur {\displaystyle L^{2}[0,\infty )} :
{\displaystyle \langle f,g\rangle =\int _{0}^{\infty }f(s)g(s)\,ds}.
L'existence de cet adjoint découle du théorème de représentation de Riesz pour les opérateurs linéaires sur les espaces de Hilbert.
On peut montrer que si u est adapté, alors
{\displaystyle \delta (u)=\int _{0}^{\infty }u_{t}\,dW_{t},}
où l'intégrale est à comprendre au sens Itô. Cela fournit donc une méthode d'extension de l'intégrale d'Itô à des intégrandes non adaptés.